# Alianza Democrática de Gilgit-Baltistán
La Alianza Democrática de Gilgit-Baltistán (Gilgit-Baltistan Democratic Alliance) es una organización que representa a los siguientes grupos: el Frente Nacional de Balawaristán (Balawaristan National Front), el Movimiento Nacional del Karakórum (Karakorum National Movement), el Movimiento Unido de Gilgit Balistán (Gilgit Baltistan United Movement, GBUM), el Fórum de Investigación Bolor (Bolor Research Forum) y el Movimiento Democrático Gilgit Baltistán Ladakh (Gilgit Baltistan Laddakh Democratic Movement, GBLDM), todos ellos comprometidos en el uso de métodos no violentos.
Gilgit-Baltistán es una región situada al norte de Pakistán, reclamada por Pakistán, India y los habitantes nativos de Gilgit-Baltistán. Tiene fronteras, al norte, con Afganistán; al nordeste, con China; al sur, con el estado pakistaní de Azad, Jammu y Cachemira (AJK), y al sudeste, con el estado indio de Jammu y Cachemira. Está dividido en dos distritos balistaníes y cinco distritos gilgit, y sus centros políticos son las ciudades de Gilgit y Skardu. Ocupa un territorio de 72.496 km² y una población estimada de 1,8 millones de habitantes. Las lenguas que se hablan son el urdu, el shina, el burushaski, el balti, el tibetano, el wakhi y el khowar.
De acuerdo con la constitución de Pakistán, las áreas del norte no son parte integral por completo del país, y sus habitantes nunca han tenido representación en el parlamento pakistaní, a pesar de las demandas. Toda la región del norte de Pakistán es territorio disputado.
Gilgit-Baltistán, tradicionalmente conocido como Bolor, estuvo durante cuatro siglos bajo el gobierno musulmán de los mogoles, hasta 1751, y luego bajo el control del Imperio durrani de Afganistán hasta 1821. Entre 1832 y 1860 fue conquistado por los sijs y los dogras, que administraron la región como parte del principesco estado de Cachemira y Jammu, bajo el tutelaje de la Corona británica. En 1947, Gilgit se declaró república independiente, pero durante la guerra indopakistaní de ese mismo año, Pakistán ocupó los territorios al norte y al oeste de la línea de cese del alto el fuego y creó los estados de Gilgit-Baltistán al norte y Jammu y Cachemira, al sur. 
La Alianza Democrática de Gilgit-Baltistán entró a formar parte de la Organización de Naciones y Pueblos No Representados el 20 de septiembre de 2008.
El Frente Nacional de Balawaristán es un partido político que busca la independencia de los que ellos llamán Balawaristán, nombre histórico de Gilgit-Baltistán, dentro del área de Cachemira administrada por Pakistán. El partido se creó el 30 de julio de 1992 con la presidencia de Nawaj Khan Naji.